# كريستوفر بازيركي
كريستوفر بازيركي (بالإنجليزية: Christopher Bazerque)‏ (31 مارس 1987 بموريشيوس - ) هو لاعب كرة قدم موريشيوسي في مركز الدفاع. شارك مع منتخب موريشيوس لكرة القدم. أما مع النوادي، فقد لعب مع Petite Rivière Noire FC ‏.

## روابط خارجية
- كريستوفر بازيركي على موقع قاعدة بيانات كرة القدم.إي يو (الإنجليزية)
- كريستوفر بازيركي على موقع ناشيونال فوتبول تيمز (الإنجليزية)